# 1827 год в музыке

## Классическая музыка
- Премьера оперы «Olivo e Pasquale» композитора Гаэтано Доницетти состоялась в римском театре Valle (7 января)
- Премьера балета «Астольф и Жоконд, или Искатели приключений» французского композитора Фердинана Герольда (29 января)
- В Опера-Комик состоялась премьера комической оперы Фроманталя Галеви «Ремесленник[англ.]» (выдержала 14 представлений) (30 января).
- В Париже состоялась премьера оперы «Le hussard de Felsheim» французского композитора Адольфа Адана (9 марта).
- Смерть Людвига ван Бетховена, немецкого композитора и пианиста, представителя «венской классической школы» (26 марта).
- В Лейпциге состоялась премьера оперы «Вампир» немецкого композитора Генриха Маршнера на либретто его зятя Вольбрюка (29 марта).

- В Париже состоялась премьера оперы «L’héritière et l’orpheline» французского композитора Адольфа Адана (12 мая).
- Премьера оперы «Il borgomastro di Saardam» композитора Гаэтано Доницетти состоялась в Неапольском театре Нуово (19 августа)
- Состоялась премьера комической оперы Джоаккино Россини «Путешествия в Реймс» (20 августа).
- Премьера балета «Сомнамбула» французского композитора Фердинана Герольда (9 сентября )
- Состоялась премьера оперы «Пьетро из Альбано» немецкого композитора Луи Шпора (13 октября).
- В Опера-Комик состоялась премьера одноактной комической оперы Фроманталя Галеви «Король и паромщик[англ.]», (выдержала 13 представлений) (8 ноября).
- Состоялась первая постановка двухактной оперы «Свадьба Камачо» немецкого композитора Феликса Мендельсона, которой руководил Гаспаре Спонтини.
- В Касселе состоялась премьера оперы «Пьетро из Альбано» (Pietro von Abano) немецкого композитора Луи Шпора (13 октября).
- В театре Ла Скала состоялась премьера оперы «Пират» («Il pirata») итальянского композитора Винченцо Беллини (27 октября).
- Композитор Гаэтано Доницетти создал оперу «Театральные удобства и неудобства» (Le convenienze ed inconvenienze teatrali)
- Опубликована Серенада № 13 соль-мажор, K. 525, серенада в четырёх частях, написанная Вольфгангом Амадеем Моцартом.
- Зимний путь (Winterreise; Op. 90, D 911), второй песенный цикл Шуберта, классический образец этого музыкального жанра.

## Другие события
- Евгения Садорани, 18-летняя итальянская оперная певица (сопрано) вышла замуж за 42-летнего своего музыкального учителя, композитора Джованни Тадолини (13 апреля).
- В работе немецкого философа и теолога Карла Фридриха Трандорфа впервые появился термин Гезамткунстверк (Единое произведение искусства).
- Папа римский Лев XII наградил Никколо Паганини Орденом Золотой шпоры.
- французский трубач Франсуа Жорж Огюст Доверне первым начал использовать в публичных выступлениях новую хроматическую трубу германской конструкции.

## Родились
- 26 марта — Эмануэль Каня (ум. 1887) — польский композитор, пианист, органист и музыкальный критик
- 25 апреля — Жан-Антуан Циннен (ум. 1898) — люксембургский композитор и дирижёр, автор музыки гимна Люксембурга
- 11 мая — Септимус Уиннер[англ.] (ум. 1902) — американский автор песен
- 20 августа — Йозеф Штраус (ум. 1870) — австрийский композитор, скрипач и дирижёр
- 12 ноября — Густав Адольф Меркель (ум. 1885) — немецкий композитор, органист и хоровой дирижёр
- 26 ноября — Гуго Ульрих (ум. 1872) — немецкий композитор и пианист
- 31 декабря — Мари Каролина Миолан-Карвальо (ум. 1895) — французская оперная певица (лирическое сопрано)

## Умерли
- 9 марта — Франц Ксавер Герль (62) — австрийский и немецкий оперный певец (бас) и композитор
- 26 марта — Людвиг ван Бетховен (56) — немецкий композитор, пианист и дирижёр
- 3 апреля — Эрнст Флоренс Фридрих Хладни (70) — немецкий физик, изобретатель эуфона Хладни и клавицилиндра
- 9 августа — Марк Антуан Мадлен Дезожье (54) — французский композитор, драматург, поэт-песенник, водевилист и шансонье
- 28 августа — Адам Лист (50) — венгерский музыкант
- 20 ноября — Алексей Титов (58) — русский композитор